# Utterskär (sydväst om Vänö, Kimitoön)
Utterskär är en ö i Finland. Den ligger i Skärgårdshavet eller Norra Östersjön och i kommunen Kimitoön i den ekonomiska regionen  Åboland i landskapet Egentliga Finland, i den sydvästra delen av landet. Ön ligger omkring 71 kilometer söder om Åbo och omkring 160 kilometer väster om Helsingfors.
Öns area är 2 hektar och dess största längd är 230 meter i nord-sydlig riktning. Ön höjer sig omkring 5 meter över havsytan.